# Cryptid
Cryptid (litt. « Cryptide ») est une série télévisée suédoise de dix épisodes en 22 minutes, créée par Daniel di Grado et Sylvain Runberg et diffusée le 30 octobre 2020 sur le réseau Viaplay.
En France, elle est diffusée le 1er janvier 2021 sur la plateforme Salto.

## Synopsis
Des lycéens sont contraints d'affronter leurs peurs les plus sombres afin de vaincre des forces surnaturelles qui se nourrissent du chaos et de la souffrance humaine.

## Distribution
- Julius Fleischanderl : Niklas
- Astrid Morberg : Lisa
- Maja Johanna Englander : Ester
- Christian Fandango Sundgren : Tim
- Angelina Håkansson : Petra
- Johan Hedenberg : Axel
- Beata Borelius : Tuva
- Deniece Ignacio Nyman : Meral
- Oscar Zia : Sebastian
- Arvin Kananian : Aron
- Amanda Lindh : Amina
- Jacques Karlberg : Emil
- Akseli Kouki : Jason
- Kheba Touray : Abbe
- Maria Drangel : Vicky
- Petri Aulin : Oskar
- Joonatan Perälä : Kalle
- Helmi Lundén : Sofia
- Salla Avelin : Jenny

## Production

### Tournage
Le tournage a lieu, entre août et octobre 2019, à Turku, en Finlande.

### Musique
La musique de la série est composée par Anders Niska et Klas Wahl.

### Fiche technique
Sauf indication contraire, les informations mentionnées dans cette section peuvent être confirmées par la base de données cinématographiques IMDb,  présente dans la section « Liens externes ».
- Titre original et français : Cryptid
- Création : Daniel di Grado et Sylvain Runberg
- Casting : Lina Friberg, Hedda Larsson et Carl-Petter Montell
- Réalisation : David Berron
- Scénario : Daniel di Grado, Henrik Jansson-Schweizer, Morgan Jensen, Anna Jakobsson-Lund, Alexander Kantsjö et Axel Stjärne
- Musique : Anders Niska et Klas Wahl
- Décors : Vilja Katramo et Okku Rahikainen
- Costumes : Ninna Päiväläinen
- Photographie : Matti Eerikäinen
- Montage : Tussilago, Inka Lahti, Otto Ikäheimonen et Harri Ylönen
- Production : Hadis Jabbari
- Production déléguée : Henrik Jansson-Schweizer, Fredrik Ljungberg et Patrick Nebout
- Société de production : Dramacorp
- Sociétés de distribution : Viaplay (Suède) ; Salto (France)
- Pays de production :  Suède
- Langue originale : suèdois
- Format : couleur – 2,39:1 – Dolby Digital
- Genre : drame, horreur, thriller
- Durée : 22 minutes
- Dates de première diffusion :
  - Suède : 30 octobre 2020 sur Viaplay
  - France : 1er janvier 2021 sur Salto

## Épisodes
La série est constituée de dix épisodes, dépourvus de titres.

## Accueil critique
La note de la série sur Internet Movie Database est de 5.6⁄10.
Allociné prévient que cette série est une « sorte de Skam revue et corrigée à la sauce fantastique, Cryptid devrait sans aucun doute plaire aux fans de Teen Wolf, de Ragnarök, de Stranger Things, ou encore de l'italienne Curon ».
Télérama juge « trop de sentimentalisme cliché. des personnages stéréotypés, pas assez d’humour : Cryptid se contente d’appliquer scolairement la recette ».